# Niklas Espegren
Niklas Espegren (Oslo, 28 febbraio 1988) è un calciatore norvegese, attaccante del Majorstuen.

## Carriera

### Club
Espegren giocò per l'Halsen dal 2003 al 2006. In seguito, si trasferì al Fram Larvik, dove giocò fino al 2009. Nel 2010, fu in forza allo Stag. Dal 2012, milita nelle file del Bøkeby.

### Nazionale
Gioca per la Nazionale di calcio a 5 della Norvegia.